# ۱۷۵ (عدد)
۱۷۵(صد و هفتاد و پنج) یک عدد طبیعی است که بعد از ۱۷۴ و قبل از ۱۷۶ قرار دارد.